# Marcel Granier
Marcel Granier Haydon (Caracas, 4 de julio de 1941) es un abogado, periodista y empresario venezolano de ascendencia francesa. Es presidente y gerente general de Empresas 1BC, y presidente de Radio Caracas Televisión RCTV.

## Biografía
Marcel Granier Haydon es el mayor de los cinco hijos de Marcel Alfred Granier Doyeux y Brígida Haydon Urbaneja. Granier estudió Derecho y luego se casó con Dorothy Phelps Tovar, nieta del fundador de Empresas 1BC y de Radio Caracas Radio, William Henry Phelps. En 1969, Granier dejó de ejercer la abogacía y se convirtió en un director de RCTV, pasando a las filas de su actual posición.
El 10 de noviembre de 1976 comenzó a dirigir Primer Plano, un programa de entrevistas polémicas que ha transmitido de vez en cuando a lo largo de tres décadas. El último programa en transmitir fue el 30 de noviembre de 2006, con una entrevista al entonces candidato presidencial de la oposición, Manuel Rosales.
Marcel Granier y su cadena de televisión RCTV fueron acusados de apoyar el intento de golpe de Estado del 11 de abril de 2002 contra el presidente Hugo Chávez, el breve gobierno de Pedro Carmona y la huelga general que comenzó el 2 de diciembre de 2002 y duró hasta el 4 de febrero de 2003. Estos hechos resultaron en la decisión del gobierno venezolano de cerrar el canal.
Tras el cierre de RCTV, Chávez afirmó que RCTV sería castigada por criticar al gobierno, específicamente por ser "burgués" y por "conspirar golpista". Granier y los otros directores de la red luchan por su regreso a las ondas de radio públicas. Los grupos de derechos humanos han denunciado el cierre, con Thor Halvorssen Mendoza de la Human Rights Foundation llamando al cierre "el movimiento final en su campaña (de Chávez) para cerrar todas las voces independientes".

## Vida personal
Granier y Dorothy Phelps Tovar tienen seis hijos: Marcel Alfredo Granier Phelps, Carlos Eduardo Granier Phelps, María Cristina Granier Phelps, María Clara Granier Phelps, Isabel Helena Granier Phelps, y Jorge Ignacio Granier Phelps.

## Publicaciones
- La generación de relevo vs. el estado omnipotente (1984)[9]
- Más y mejor democracia (1987)[10]